# Бухенберг
Бухенберг (нім. Buchenberg) — громада в Німеччині, знаходиться в землі Баварія. Підпорядковується адміністративному округу Швабія. Входить до складу району Оберальгой.
Площа — 58,11 км2. Населення становить 4165 ос. (станом на 31 грудня 2020).